# Stureplan
 (avril 2012).
Si vous disposez d'ouvrages ou d'articles de référence ou si vous connaissez des sites web de qualité traitant du thème abordé ici, merci de compléter l'article en donnant les références utiles à sa vérifiabilité et en les liant à la section « Notes et références ».
Stureplan est une place publique du centre-ville de Stockholm, la capitale de la Suède.

## Situation
La place Stureplan est située à la frontière des quartiers d'Östermalm et de Norrmalm, à l'intersection des rues de Kungsgatan, Birger Jarlsgatan et Sturegatan. De par les  boutiques d'enseignes de luxe qu'on y trouve, ainsi que ses bars, restaurants et établissements s'adressant à une clientèle aisée, Stureplan est considéré comme le quartier huppé et branché de Stockholm.
Les bâtiments autour de la place abritent des bureaux de banques et d'autres institutions financières, ainsi que plusieurs sièges sociaux d'entreprises.
Certains des restaurants et bars les plus célèbres et les plus chers du pays se trouvent à proximité de Stureplan. 
Parmi eux, citons Sturehof, Spy Bar, Riche, Laroy, Hell's Kitchen, East et Sturecompagniet. 
Parmi les boutiques du quartier, on compte Versace, Hugo Boss, Gucci et LV.
À proximité de Stureplan se trouve le parc Humlegården et la Bibliothèque nationale de Suède.

## Transports
Stureplan est relié à la station Östermalmstorg desservie par les lignes T13 et T14 du métro de Stockholm.

## Galerie

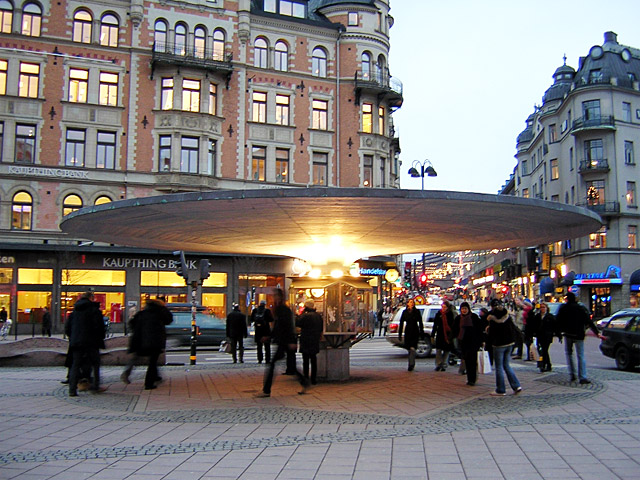
Svampen à Stureplan.
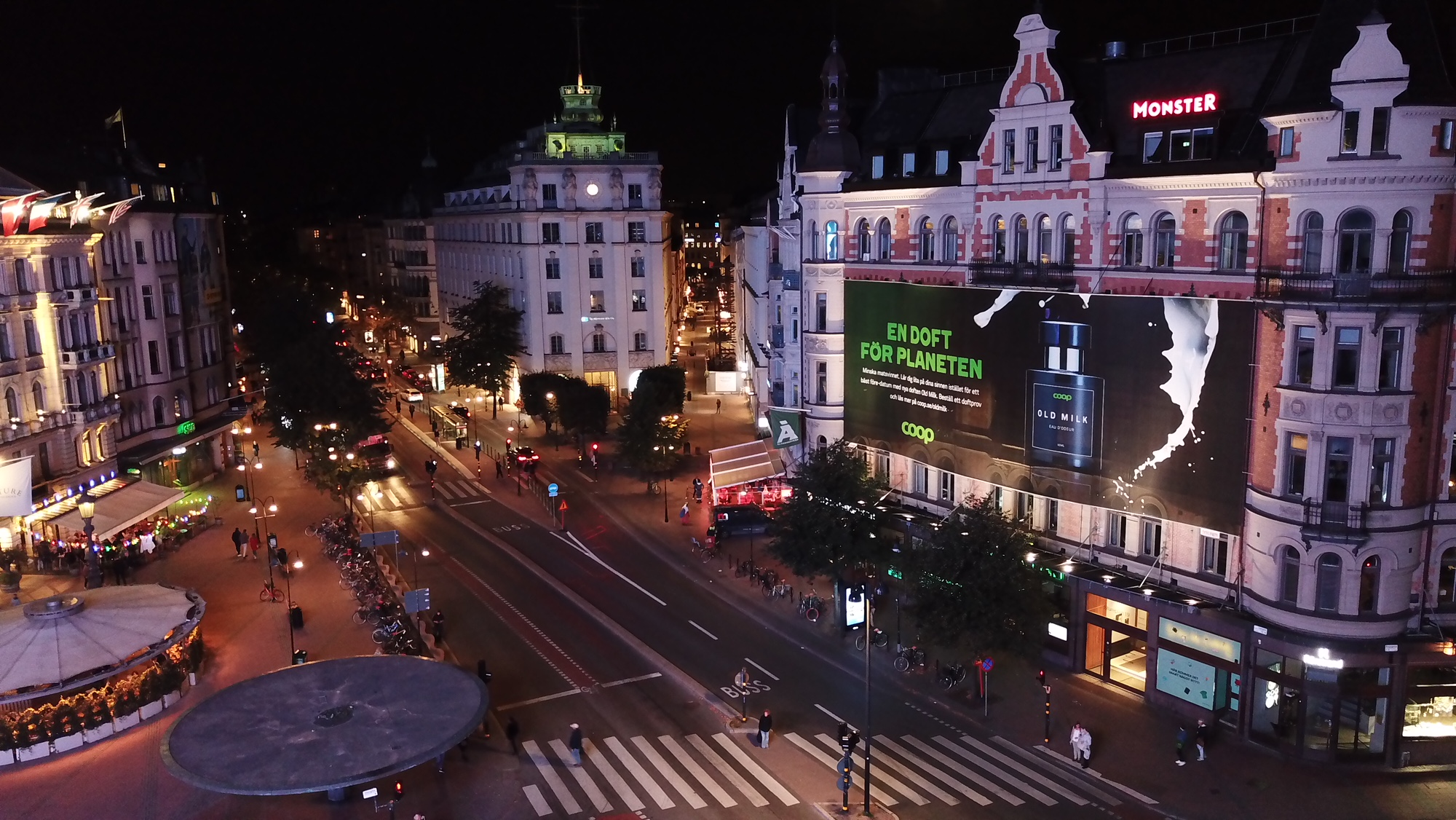
Espace publicitaire de Stureplan.
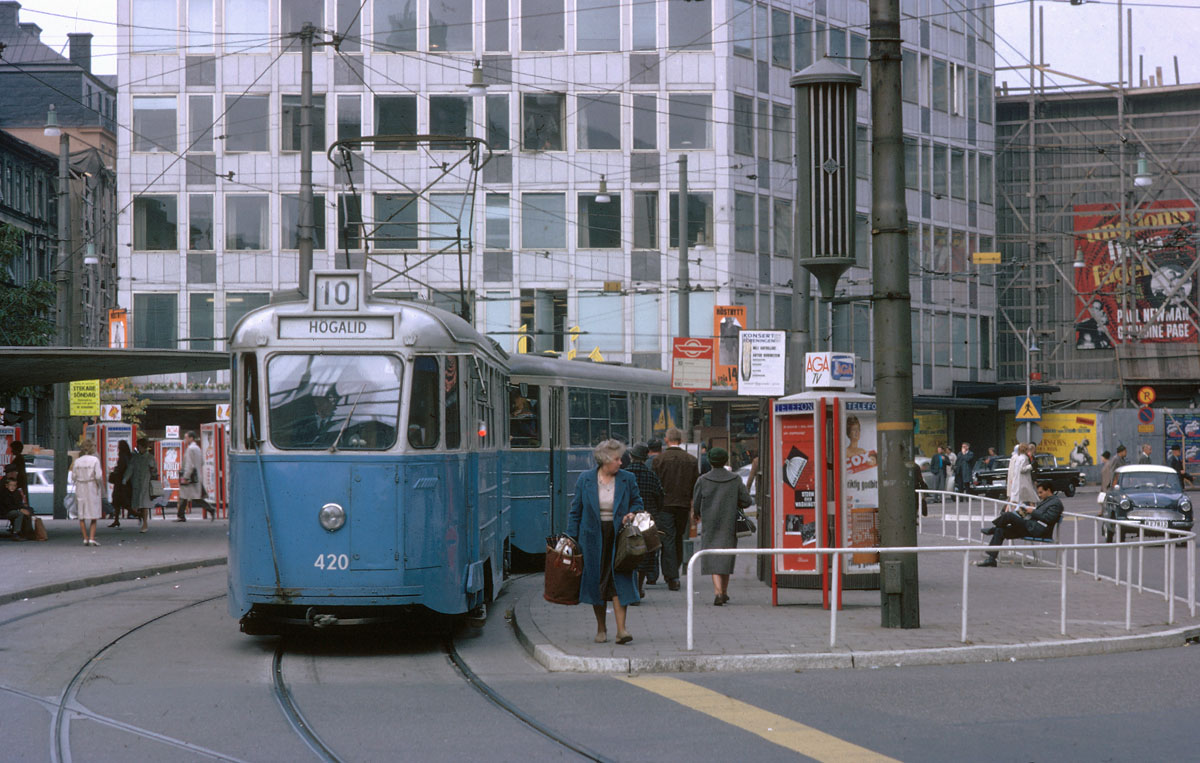
Rame de la ligne 10 à Stureplan.
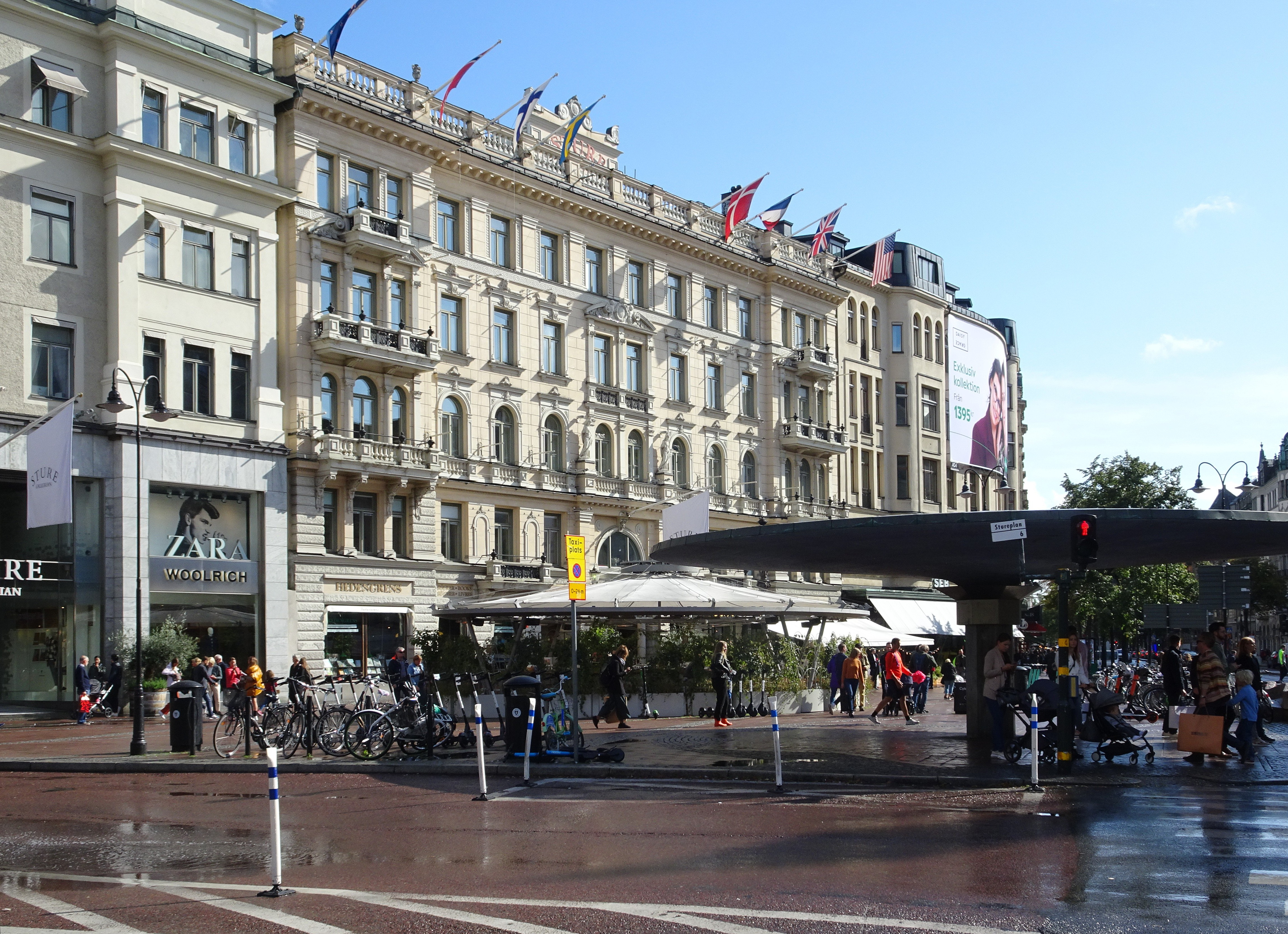
Stureplan en 2019.